# Prosaptia subhamato-pilosa
Prosaptia subhamato-pilosa är en stensöteväxtart som först beskrevs av Cornelis Rugier Willem Karel van Alderwerelt van Rosenburgh, och fick sitt nu gällande namn av Ren-Chang Ching. Prosaptia subhamato-pilosa ingår i släktet Prosaptia och familjen Polypodiaceae. Inga underarter finns listade.